# 大和晴完
大和 晴完（やまと はるみつ、明応8年（1499年） - 慶長9年（1604年）1月11日）は、室町時代から江戸時代にかけての武士。

## 出自
大和氏は、代々室町幕府の奉公衆四番衆を務めた家。『永享以来御番帳』以下七種の室町幕府の番帳・役人付類に、すべて四番組として確認できる。
晴完が記した『大和三位入道宗恕家乗』によると、日向右京大夫の子で足利尊氏、義詮、義満に仕えたとされる秀政が「大和」の姓を与えられたのが始まりであるという。ただし、同書は秀政の娘（さぬ）が尊氏の妻となり義詮の母となったなどの創作が含まれている。
『萩藩閥閱録』所収の家譜には、『萩藩閥閲録』によると、大和氏は平維盛の次男・平季衛の末裔で「大和守秀政、足利尊氏依父子之契約、姓を源ニ改、名字幷二引紋等被下、足利大和守秀政と申候」とあり、秀政が尊氏と「父子之契約」（足利一門以上の関係）を結び、足利の「名字」と家紋（二引紋）を賜ったという。戦国時代には、伊勢貞陸も『常照愚草』の中に「大和家の事、御父ニ被成候事ハ等持院殿様被成御判云々、本は足利大和守とも、証文等にのせられしとなり」と記している。
文和4年（1355年）の『足利尊氏近習馬廻衆一揆契状』には「やまと氏政」「やまとの弥太郎政行」が見える。

## 概要
『永禄六年諸役人附』には申次衆として名前が見える。後に息子・大和秀国が毛利輝元に仕えた縁で晴完も輝元の下に移り住み、子孫は長州藩に仕えた。『言経卿記』慶長9年（1604年）1月11日条には「百六歳歟、言語道断々々々々」とあり、106歳で死去したことがわかる。